# Wolseley 6/90
Wolseley 6/90 – samochód osobowy produkowany przez Wolseley Motors Limited w latach 1954–1959. Następca sztandarowego modelu 6/80. Pojazd nosił oznaczenia Six-Ninety na masce silnika oraz 6/90 na klapie bagażnika.
Poprzednik, model 6/80, dzielił część rozwiązań konstrukcyjnych z samochodem Morris Six, Wolseley 6/90 wyglądem przypominał Rileya Pathfindera. Pojazd napędzany był przez rzędowy sześciocylindrowy silnik BMC C-Series generujący moc maksymalną 97 KM (71 kW) zblokowany z 4-biegową manualną skrzynią biegów. Dźwignię hamulca pomocniczego zamontowano pod deską rozdzielczą. Przednie fotele wykończone były przy użyciu skóry, tylna kanapa wyposażona została w podłokietnik. Łącznie powstało 5776 egzemplarzy pierwszej serii modelu.
Redakcja czasopisma The Motor przeprowadziła w 1955 roku test drogowy Wolseleya 6/90. Osiągnięto maksymalną prędkość 154 km/h i przyspieszenie od 0 do 100 km/h równe 17,3 s. Średnie zużycie paliwa wyniosło 13,1 l/100 km. Cena testowanego egzemplarza wynosiła po uwzględnieniu podatku 1063 funty szterlingi.

## Seria II
Druga seria modelu 6/90 wprowadzona została na rynek w 1957 roku. W zawieszeniu tylnym użyto resorów piórowych, drążek zmiany biegów przeniesiono na podłogę. Opcjonalnie dostępny był nadbieg lub automatyczna skrzynia biegów. Seria II produkowana była przez 8 miesięcy, powstały 1024 egzemplarze.

## Seria III
Trzecia seria modelu trafiła do sprzedaży w 1958 roku. Zastosowano większe i mocniejsze hamulce oraz większe tylne okno. Modelem bliźniaczym był następca Pathfindera, Riley Two-Point-Six. Powstało 5052 egzemplarzy trzeciej serii. Produkcja modelu 6/90 została zakończona w 1959 roku, następcą został zaprojektowany przez  Pininfarine model 6/99.